# Manchete (revista)
Manchete é uma revista brasileira de circulação mensal. Foi publicada semanalmente de 1952 a 2000 pela Bloch Editores, com edições especiais por outros editores até 2007. Em 2025, foi relançada em edições impressas mensais com conteúdo adicional disponível em plataforma digital.

## História

### 1952-2000: Bloch Editores

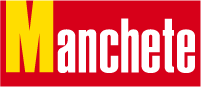
Logotipo original da Manchete.

A Manchete surgiu em abril de 1952, criada por Adolpho Bloch, sendo considerada a segunda maior revista brasileira de sua época, atrás apenas da renomada revista O Cruzeiro. Empregando uma concepção moderna, a revista tinha como fonte de inspiração a ilustrada parisiense Paris Match e utilizava, como principal forma de linguagem, o fotojornalismo. 
Em seu auge, a equipe de jornalistas e colaboradores tinha nomes como Carlos Drummond de Andrade, Rubem Braga, Manuel Bandeira, Paulo Mendes Campos, Fernando Sabino, David Nasser, Nelson Rodrigues e Irineu Guimarães entre outros. O fotógrafo e cinegrafista francês Jean Manzon era o responsável pelas principais imagens da revista.
A Manchete atingiu rápido sucesso e em poucas semanas chegou a ser a revista semanal de circulação nacional mais vendida do país, destituindo a até então, hegemônica O Cruzeiro. 
Em 1983, o nome da revista foi dado à emissora de televisão de Adolpho Bloch, a extinta Rede Manchete. A Rede Manchete exibiu os comerciais da revista Manchete desde sua fundação, em 5 de junho de 1983. Com a falência da Rede Manchete, em 10 de maio de 1999, os comerciais da revista passaram a ser exibidos na CNT e na Rede Bandeirantes, de junho de 1999 a julho de 2000.
Em 2000, com a falência de Bloch Editores, a revista deixou de circular pela sua editora original. A última edição da revista sob essa gestão foi a de número 2519, datada de 29 de julho do mesmo ano.

### 2001-2007: Cooperativa e Manchete Editora
Após a falência, uma cooperativa formada por ex-funcionários obteve autorização judicial para continuar editando algumas das revistas da Bloch, incluindo Manchete, no biênio 2001-2002. No entanto, deixou de ter periodicidade semanal para passar a ser editada apenas em edições especiais sem periodicidade fixa, como os especiais de Carnaval. Como outros títulos da Bloch Editores, foi comprada pelo empresário Marcos Dvoskin e relançada em 2004, pela Manchete Editora, tendo sido publicada até 2007.

### 2025: a volta
Após décadas sem circular, em 2025 foi anunciado o retorno da revista Manchete. Sob a direção do empresário e jornalista Marcos Salles, a primeira edição impressa da nova revista Manchete foi lançada em 21 de maio de 2025, tendo como matéria principal de capa uma entrevista com o empresário Alexandre Accioly.

## Acervo
A biblioteca da ECA/USP possui em seu acervo, disponível para consulta, exemplares desde o ano de 1952 até 1999. Em 16 de janeiro de 2019, a Biblioteca Nacional do Brasil passou a disponibilizar a íntegra do acervo (salvo alguns exemplares pontuais) em sua hemeroteca digital.